# Der Zar lässt sich photographieren

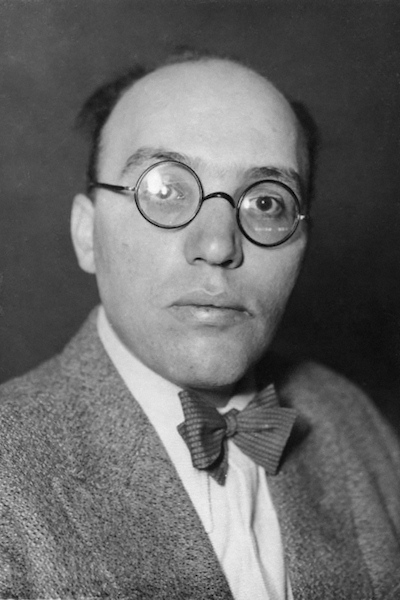
Kurt Weill år 1932.

Der Zar lässt sich photographieren (Tsaren låter sig fotograferas, eller titeln vid den svenska premiären Ett foto av självaste tsaren) är en opera buffa i en akt med musik av Kurt Weill och libretto av Georg Kaiser.

## Historia
Operan skrevs för att utgöra en dubbelföreställning tillsammans med Der Protagonist i stället för Royal Palace, som aldrig blev någon succé. Stycket anspelar på tidens många politiska attentat, men visar samtidigt att Weill redan var ett gott stycke på väg mot sin egen speciella sångstil. Operan hade premiär den 18 februari 1928 i Leipzig och är exempel på en Zeitoper. Svensk premiär den 4 oktober 2000 på Vasateatern i Stockholm med titeln Ett foto av självaste tsaren.

## Personer
- Tsaren (baryton)
- Madame Angèle (sopran)
- Biträdet (tenor)
- Springpojken (kontraalt)
- Den falska Angèle (sopran)
- Det falska biträdet (tenor)
- Den falske springpojken (kontraalt)
- Ledaren (mezzosopran eller tenor)

## Handling
Den unga fotografen Angèle blir överraskad och smickrad då den ryske tsaren, som är på besök i Paris, kommer och vill bli fotograferad. Det visar sig att en gammal anarkist har övertalat tsaren att gå till fotoateljén, där han ämnar mörda tsaren. De sammansvurna ockuperar ateljén och håller personalen inspärrad medan de förbereder attentatet. Tsaren skall skjutas genom kameran, men händelseförloppet blir ett helt annat. Tsaren blir förtjust i den falska fotografen och vill i stället ta en bild av henne, vilket hon naturligtvis gör allt för att förhindra. Polisen kommer och varnar tsaren för attentatet och de sammansvurna flyr. Tsaren låter fotografera sig av den riktiga Angèle.